# History (groupe)
History (coréen : 히스토리) était un boys band sud-coréen formé par LOEN Entertainment. Le groupe a débuté le 26 avril 2013 avec "Dreamer". Ils étaient le premier groupe masculin de LOEN Entertainment.

## Membres
- Song Kyung-il (송경일)
- Na Do-kyun (나도균)
- Kim Si-hyoung (김시형)
- Kim Jae-ho (김재호)
- Jang Yi-jeong (장이정)

## Discographie

### Extended plays
| Titre              | Détails de l'album                                                               | Liste des pistes | Meilleures positions | Ventes               |        |
| Titre              | Détails de l'album                                                               | Liste des pistes | COR                  | Ventes               |        |
| Coréen             | Coréen                                                                           | Coréen | Coréen               | Coréen               | Coréen |
| ------------------ | -------------------------------------------------------------------------------- | --- | -------------------- | -------------------- | ------ |
| Just Now           | - Date de sortie : 20 août 2013 - Label : LOEN Entertainment - Durée : 17:34     | Liste des pistes 1. "열대야 (Tell Me Love)" Title 2. "Blind" 3. "Ma Red Night" 4. "Why Not" 5. "열대야 (Tell Me Love) [Instrumental]"                                                | 19                   | - COR: Plus de 1 711 |        |
| Blue Spring        | - Date de sortie : 28 novembre 2013 - Label : LOEN Entertainment - Durée : 17:16 | Liste des pistes 1. "난 너한테 뭐야 (What Am I To You?)" Title 2. "Hello" 3. "Tomorrow" 4. "신파 (Easy)" 5. "난 너한테 뭐야 (What Am I To You?)[Instrumental]"                       | 16                   | - COR: Plus de 2 069 |        |
| Desire             | - Date de sortie : 23 juin 2014 - Label : LOEN Entertainment - Durée : 18:17     | Liste des pistes 1. "I Got U" 2. "Psycho" Title 3. "태양은 없다 (Nobody Nowhere)" 4. "It's Alright" 5. "Blue Moon"                                                                   | 10                   | - COR: Plus de 2 627 |        |
| Beyond The History | - Date de sortie : 21 mai 2015 - Label : LOEN Entertainment - Durée : 17:50      | Liste des pistes 1. "Mind Game" 2. "죽어버릴지도 몰라 (Might Just Die)" Title 3. "Ghost" 4. "Slow Down" 5. "1Century (Yi Jeong Solo)"                                                | 8                    | - COR: Plus de 2 085 |        |
| Him                | - Date de sortie : 10 avril 2016 - Label : LOEN Entertainment - Durée : 20:43    | Liste des pistes 1. "Wild Boy" 2. "Queen" Title 3. "Baby, Hello" 4. "그럴 때면 (Whenever) [Do Kyun Solo]" 5. "Lost" 6. "Liar" 7. "Wild Boy" (Instrumental) 8. "Queen" (Instrumental) | 3                    | —                    |        |

### Singles

#### Coréens
| Détails de l'album                                                         | Liste des pistes                                      |
| -------------------------------------------------------------------------- | ----------------------------------------------------- |
| Dreamer - Date de sortie : 26 avril 2013 - Durée : 11:36 - Langue : Coréen | 1. "Dreamer (Narr. IU)" 2. "D-Day" 3. "The Last Time" |

#### Japonais
| Année | Singles                  | Meilleures positions | Meilleures positions | Ventes                | Album                 |
| Année | Singles                  | JPN Oricon Daily     | JPN Oricon Weekly    | Ventes                | Album                 |
| ----- | ------------------------ | -------------------- | -------------------- | --------------------- | --------------------- |
| 2015  | "消えてしまった My Love" | 3                    | 7                    | - JPN: Plus de 17 200 | Pas de sortie d'album |
| 2015  | "Lost"                   | 3                    | 6                    | - JPN: Plus de 34 300 | Pas de sortie d'album |

## Récompenses et nominations
| Année | Titre                   | Catégorie        | Résultat   |
| ----- | ----------------------- | ---------------- | ---------- |
| 2013  | 5th MelOn Music Awards  | Best New Artist  | Nomination |
| 2014  | 28th Golden Disk Awards | New Rising Stars | Nomination |

### Sources
- (en) Cet article est partiellement ou en totalité issu de l’article de Wikipédia en anglais intitulé « History (band) » (voir la liste des auteurs).